# 天狗党 (映画)
『天狗党』（てんぐとう）は、1969年11月15日に大映が公開した、天狗党を扱った時代劇映画。監督は山本薩夫、仲代達矢、若尾文子共演。三好十郎脚本の戯曲「斬られの仙太」を映像化したもの。
年貢の免除を訴え、村から追われた百姓である仙太郎が、偶然にも天狗党の隊長と出会い、天狗党に加入、その悲運を描いた作品である。

## スタッフ
- 製作 : 永田雅一
- 企画：伊藤武郎、宮古とく子
- 脚本：高岩肇、稲垣俊
- 監督：山本薩夫
- 撮影：牧浦地志
- 美術：内藤昭
- 音楽：伊福部昭
- 編集：山田弘

## 配役
- 仲代達矢 : 仙太郎
- 若尾文子 : お蔦
- 加藤剛 : 加多源次郎
- 十朱幸代 : お妙
- 中谷一郎 : くらやみの長五郎
- 山田吾一 : 段六
- 亀石征一郎 : 今井光之丞
- 鈴木智 : 井上八郎
- 清水彰 : 北条の喜平
- 夏木章 : 仙右衛門
- 守田学 : 勘助
- 伊東光一  : 物特の一
- 堀北幸夫 : にせ天狗・浪人天狗
- 越川一 : 平七
- 北野拓也 : 折助
- 浅若芳太郎 : 権次
- 神山繁 : 水木庄左衛門
- 鈴木瑞穂 : 吉本軍之進
- 中村翫右衛門 : 甚伍左親分

## 併映作品
- 『女賭博師花の切り札』: 井上芳夫監督